# 歌舞伎町の女王
「歌舞伎町の女王」（かぶきちょうのじょおう）は、日本のシンガーソングライター・椎名林檎による楽曲。1998年9月9日に東芝EMI（当時）より発売された2枚目のシングルの表題曲として発表された。

## 概要
本楽曲を発表する際に、椎名は1990年代前半に一世を風靡した音楽ジャンルの渋谷系とこの楽曲のタイトルを掛けて「新宿系自作自演屋」と自称した。この肩書について、当初は「新宿の人間は生臭くて、自己嫌悪に陥りながらも何かを求めて必死に生きてる。その見えない真実を追い求めるのが新宿系」「小奇麗な渋谷系と差別化するため」などと話していたが、シングル「本能」の発表時点では「ジャンルは何系か?という質問にいちいち答えるのが面倒臭かったから」と変わり、そののちには「（当時の自分の答えを見せられ）何を言ってるのか全然わからない」「インタビュアーの期待に応えるために一生懸命考えて答えていたのだろう」などと答えている。それでもこの「新宿系」という言葉のインパクトは強く、結果として自身でも2003年頃までは肩書きとして使い続け、「歌舞伎町の女王」は椎名の代表曲のひとつとなった。

## 制作の背景
表題曲「歌舞伎町の女王」は風俗街としても知られる東京都新宿区歌舞伎町からタイトルを取った楽曲で、福岡から上京したばかりの椎名が都内の上野のレコードショップでアルバイトしていた頃に水商売のスカウトマンに「君なら女王様になれる」と誘われたことから着想を得て制作された。この当時の椎名の作品の中では珍しく歌詞の内容が完全なフィクションであり、製作を終えた時点でも椎名自身はまだ歌舞伎町を訪れた経験が無かった。
楽曲自体は大まかなアレンジを含め、30分程度で完成したと語っている。その際に女の子がドラムを叩いている映像がイメージされたので、レコーディングでもその女の子になったつもりで椎名自身がドラムを叩いている。
椎名によると、この曲と「丸ノ内サディスティック」の原点には父の影響で幼い頃に聞いていたザ・ピーナッツの「東京の女」のようなご当地ソングがあるという。

## アートワーク
ジャケット写真は東京都新宿区にある新宿ゴールデン街で撮影、ミュージック・ビデオは東京都豊島区雑司ヶ谷にある鬼子母神堂の境内で撮影されている。後に椎名は完成したミュージック・ビデオを見た友人から「あれホラーだよ〜」と言われてショックを受けたという。ミュージック・ビデオはミュージック・ビデオ集『性的ヒーリング〜其ノ壱〜』と『私の発電』に収録されている。

## 収録曲
1. 歌舞伎町の女王
  - 1999年9月よりサントリー「ザ・カクテルバー ミモザ クラッカー篇」CMソングとして使用された。
2. アンコンディショナル・ラブ
  - シンディ・ローパーの「Unconditional Love」のカバーであるが、実際に元となっているのはスザンナ・ホフスが1991年に発表したカバー・バージョン（アルバム『When You're a Boy」収録）である。
  - 原詞と共に掲載されている訳詞は椎名が意訳したもの。
3. 実録 -新宿にて- 丸の内サディスティック〜歌舞伎町の女王
  - 椎名がアコースティック・ギターで後発のファースト・アルバム『無罪モラトリアム』に収録された「丸の内サディスティック」と表題曲「歌舞伎町の女王」をメドレーで弾き語りしているものを収録。タイトルに「新宿にて」とあるが、実際にはスタジオで録音されている[注釈 3]。

詳細
| #         | タイトル                                                     | 作詞・作曲                   | 編曲      | 時間 |
| --------- | ------------------------------------------------------------ | ---------------------------- | --------- | ---- |
| 1.        | 「歌舞伎町の女王」                                           | 椎名林檎                     | 亀田誠治  | 2:51 |
| 2.        | 「アンコンディショナル・ラブ」                               | c.lauper/t.kelly/b.steinberg | 亀田誠治  | 3:46 |
| 3.        | 「実録 －新宿にて－ 丸の内サディスティック〜歌舞伎町の女王」 |                              |           | 2:16 |
| 合計時間: | 合計時間:                                                    | 合計時間:                    | 合計時間: | 8:57 |

## 参加メンバー
歌舞伎町の女王
guitars：西川"スウィッチ"進殿
bass：亀田"マン・シンタン"誠治師匠
drums：椎名"サディスト"林檎姫
レコーディング・ミキシング：北城浩志

アンコンディショナル・ラブ
strings：金原千恵子グループ
bells & loops：亀田誠治
programming：北城浩志

## カバー
- 甲斐よしひろ - カバーアルバム『10 Stories』収録（2007年2月7日）
- スコット・マーフィー - カバーアルバム『Guilty Pleasures 3』収録（2008年12月3日）
- ダウト - ミニアルバム『登龍門』収録（2009年7月22日）